# Xã Clara, Quận Nelson, Bắc Dakota
Xã Clara (tiếng Anh: Clara Township) là một xã thuộc quận Nelson, tiểu bang Bắc Dakota, Hoa Kỳ. Năm 2010, dân số của xã này là 21 người.